# Saccharodite luzonensis
Saccharodite luzonensis är en insektsart som beskrevs av Bernhard Zelazny 1981. Saccharodite luzonensis ingår i släktet Saccharodite och familjen Derbidae. Inga underarter finns listade i Catalogue of Life.